# Арриб (телохранитель)
Арриб (др.-греч. Αρύββας, IV век до н. э.) — царский телохранитель Александра Македонского.

## Биография
Арриб был одним из семи соматофилаков (телохранителей) Александра Македонского. В исторических источниках не указывается его происхождение. Но ряд современных исследователей, например, Г. Берве, отмечая эпиротское имя и высокое положение, полагают, что Арриб был связан с царским домом Пирридов и являлся родичем Олимпиады. По мнению канадского исследователя В. Хеккеля, Арриб был приближен ещё Филиппом II. По замечанию Киляшовой К. А., Олимпиада, выйдя замуж за Филиппа и переехав в Пеллу, нуждалась в поддержке своих родственников и соотечественников при македонском царском дворе.
Арриб умер от болезни в Египте в 332 году до н. э. Его преемником стал Леоннат.